# Maagsap
Maagsap is de vloeistof die wordt uitgescheiden door klieren in de maagwand. Maagsap helpt mee met de spijsvertering in de maag door grote voedseldeeltjes af te breken tot kleinere deeltjes (mechanisch door spiercontracties), die in een later stadium in de darmen beter kunnen worden afgebroken en opgenomen.
De belangrijkste bestanddelen van maagsap zijn: 
- Maagzuur: om pepsine te activeren, proteïnen (eiwitten) te denatureren en bacteriën te doden
- Pepsine: een enzym om eiwitketens op te 'knippen' in kleinere ketens en afzonderlijke aminozuren
- Intrinsieke factor: een speciaal eiwit dat later in het ileum (kronkeldarm, onderdeel van de dunne darm) actief wordt om aldaar vitamine B12 aan te absorberen.

Per dag wordt ongeveer 1,5 liter maagsap geproduceerd. Deze productie geschiedt naar behoefte, dus tijdens het eten. Zelfs het ruiken van voedsel kan de maagsapproductie al in gang zetten.
De functie van de intrinsieke factor wordt beschouwd als een van de belangrijkste functies van het maagsap en stellen dat de bijdrage van eiwitvertering veel geringer zou zijn. Een individu met sterk verminderd zuur maagsap (bijvoorbeeld door vagotomie of maagoperaties) kan redelijk gezond leven terwijl een gebrek aan intrinsieke factor tot zware storingen leidt.
Maagsap zorgt voor stofomzetting. Maagsap verteert eiwitten  tot aminozuren.